# كارل شروتر
كارل شروتر (بالألمانية: Karl Schröter)‏ هو رياضياتي ألماني، ولد في 7 سبتمبر 1905 في Biebrich (Wiesbaden) ‏ في ألمانيا، وتوفي في 22 أغسطس 1977 في برلين في ألمانيا.